# TIAA Bank Field
TIAA Bank Field (dawniej Jacksonville Municipal Stadium i Alltel Stadium) – stadion piłkarski położony w centrum Jacksonville, w stanie Floryda, w pobliżu rzeki Świętego Jana. Jest to obiekt należący do Jacksonville Jaguars, drużyny z NFL. Stadion położony jest na powierzchni 10 akrów (40,000 m²), zawierającej oryginalny stadion Gator Bowl Stadium, który miał pojemność 73 000 miejsc. Jego obecna pojemność wynosi 76 867.